# Dendropithecidae
Famille
Les Dendropithecidae sont une famille fossile de singes catarrhiniens appartenant vraisemblablement à la super-famille des Hominoidea, et ayant vécu en Afrique de l'Est durant le Miocène inférieur et moyen. Cette famille rassemble des singes de petite taille (de 3 à 10 kg).

## Systématique
Les paléoprimatologues ne sont pas tous d'accord pour classer les Dendropithecidae dans la super-famille des Hominoidea. Pour certains chercheurs, les Dendropithecidae seraient plutôt des catarrhiniens basaux.

## Arbre phylogénétique[Quoi ?]
Phylogénie des familles de singes, d'après Perelman et al. (2011) et Springer et al. (2012) :
| Cercopithecoidea | Cercopithecidae (Babouin, Macaque, Colobe…)                                                                   |
|                  | Cercopithecidae (Babouin, Macaque, Colobe…)                                                                   |
| Hominoidea       | \| \| Hylobatidae (Gibbon) \| \| \| \| \| \| Hominidae (Orang-outan, Gorille, Chimpanzé et Homme) \| \| \| \| |
|                  | \| \| Hylobatidae (Gibbon) \| \| \| \| \| \| Hominidae (Orang-outan, Gorille, Chimpanzé et Homme) \| \| \| \| |
|                  | Hylobatidae (Gibbon)                                                                                          |
|                  | |
|                  | Hominidae (Orang-outan, Gorille, Chimpanzé et Homme)                                                          |
|                  | |

|  | Hylobatidae (Gibbon)                                 |
|  |                                                      |
|  | Hominidae (Orang-outan, Gorille, Chimpanzé et Homme) |
|  |                                                      |

|  | Cebidae (Sapajou, Singes-écureuil, Ouistiti, Tamarin…)                                                  |
|  | |
|  | \| \| Pitheciidae (Saki, Ouakari, Titi…) \| \| \| \| \| \| Atelidae (Atèle, Singe-hurleur…) \| \| \| \| |
|  | |
|  | Pitheciidae (Saki, Ouakari, Titi…)                                                                      |
|  | |
|  | Atelidae (Atèle, Singe-hurleur…)                                                                        |
|  | |

|  | Pitheciidae (Saki, Ouakari, Titi…) |
|  |                                    |
|  | Atelidae (Atèle, Singe-hurleur…)   |
|  |                                    |

| Cercopithecoidea | Cercopithecidae (Babouin, Macaque, Colobe…)                                                                   |
|                  | Cercopithecidae (Babouin, Macaque, Colobe…)                                                                   |
| Hominoidea       | \| \| Hylobatidae (Gibbon) \| \| \| \| \| \| Hominidae (Orang-outan, Gorille, Chimpanzé et Homme) \| \| \| \| |
|                  | \| \| Hylobatidae (Gibbon) \| \| \| \| \| \| Hominidae (Orang-outan, Gorille, Chimpanzé et Homme) \| \| \| \| |
|                  | Hylobatidae (Gibbon)                                                                                          |
|                  | |
|                  | Hominidae (Orang-outan, Gorille, Chimpanzé et Homme)                                                          |
|                  | |

|  | Hylobatidae (Gibbon)                                 |
|  |                                                      |
|  | Hominidae (Orang-outan, Gorille, Chimpanzé et Homme) |
|  |                                                      |

|  | Cebidae (Sapajou, Singes-écureuil, Ouistiti, Tamarin…)                                                  |
|  | |
|  | \| \| Pitheciidae (Saki, Ouakari, Titi…) \| \| \| \| \| \| Atelidae (Atèle, Singe-hurleur…) \| \| \| \| |
|  | |
|  | Pitheciidae (Saki, Ouakari, Titi…)                                                                      |
|  | |
|  | Atelidae (Atèle, Singe-hurleur…)                                                                        |
|  | |

|  | Pitheciidae (Saki, Ouakari, Titi…) |
|  |                                    |
|  | Atelidae (Atèle, Singe-hurleur…)   |
|  |                                    |

## Chronologie
Les fossiles attribués à cette famille ont été trouvés au Kenya et en Ouganda et sont datés de 20 à 12 millions d'années.

## Liste des genres et espèces
Cette famille comprend trois genres et huit espèces :
- † Dendropithecus (Andrews & Simons, 1977)	
  - † Dendropithecus macinnesi (Le Gros Clark & Leakey, 1950)
  - † Dendropithecus ugandensis (Pickford et al., 2010)
- † Micropithecus (Fleagle & Simons, 1978)	
  - † Micropithecus clarki (Fleagle & Simons, 1978)
  - † Micropithecus leakeyorum (Harrison, 1989)
- † Simiolus (Leakey & Leakey, 1987)	
  - † Simiolus enjiessi (Leakey & Leaky, 1987)
  - † Simiolus cheptumoae (Pickford & Kunimatsu, 2005)
  - † Simiolus andrewsi (Harrison, 2010)
  - † Simiolus minutus (Rossie & Hill, 2018)